# James Jeans

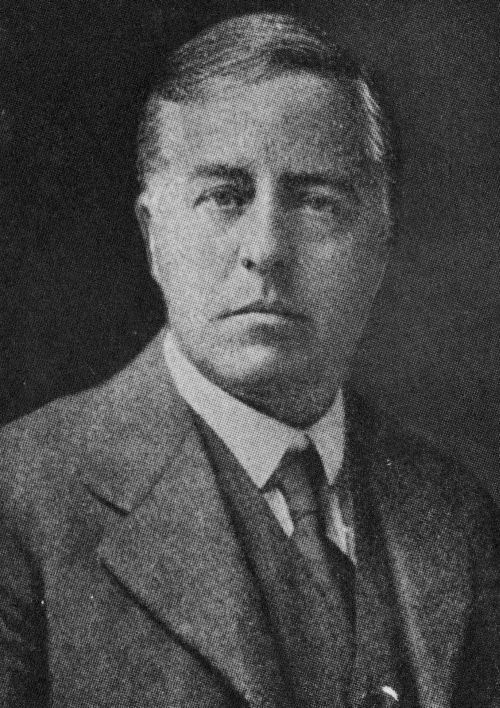
James Hopwood Jeans.

Sir James Hopwood Jeans OM FRS (* 11. September 1877 in Ormskirk, Lancashire; † 16. September 1946 in Dorking, Surrey) war ein englischer Physiker, Astronom und Mathematiker.

## Leben
James Jeans ging in London zur Schule auf die Merchant Taylors' School und auf die Grammar School Wilson's School. Anschließend studierte er in Cambridge am Trinity College.
Zuerst lehrte er in Cambridge, unterrichtete aber ab 1904 an der Princeton University in New Jersey als Professor für Angewandte Mathematik. Im Jahr 1910 kehrte er nach Cambridge zurück. Von 1925 bis 1927 war er Präsident der Royal Astronomical Society.
Jeans leistete wichtige Beiträge in vielen Bereichen der Physik, unter anderem in der Quantenmechanik. Seine Forschungen über rotierende Körper ließen ihn zu dem Schluss kommen, dass die von Pierre-Simon Laplace ausgearbeitete Theorie, nach der das Sonnensystem aus einer einzigen Gaswolke entstanden sei, falsch ist. Stattdessen schlug er als Alternative vor, dass die Planeten entstanden sind, als bei einer beinahen Kollision mit einem vorbeikommenden Stern Materie von der Sonne abgerissen wurde. Diese Theorie konnte sich jedoch nicht behaupten.
Zusammen mit Arthur Eddington ist er ein Mitbegründer der britischen Kosmologie.
Jeans erforschte auf astrophysikalischem Gebiet die Dynamik der Sternsysteme, den inneren Aufbau der Sterne und kosmogonische Probleme.

## Privatleben
1907 heiratete Jeans die US-amerikanische Dichterin Charlotte Tiffany Mitchell und war mit ihr bis zu ihrem Tod 1934 verheiratet. 1935 heiratete er dann die österreichische Orgelspielerin und Cembalistin Suzanne Hock (später auch bekannt als Susi Jeans); das Ehepaar hatte drei Kinder: George, Christopher und Catherine.

## Auszeichnungen und Ehrungen
- 1906 wurde er zum Mitglied der Royal Society gewählt.
- Im Jahr 1922 erhielt Jeans die Goldmedaille der Royal Astronomical Society.
- 1928 wurde er als Knight Bachelor geadelt.
- Der Asteroid (2763) Jeans wurde nach ihm benannt.[1]
- 1964 benannte die Internationale Astronomische Union den Mondkrater Jeans offiziell nach James Jeans.[2]
- 1973 wurde auch der Marskrater Jeans nach ihm benannt.[3]
- Er war mehrfacher Ehrendoktor (Oxford, Manchester, Benares, Aberdeen, Johns Hopkins, St Andrews, Dublin und Calcutta).

## Schriften
- The Dynamical Theory of Gases. 1904 – deutsch: Dynamische Theorie der Gase (1926).
- Theoretical Mechanics. 1906.
- Mathematical Theory of Electricity and Magnetism. 1908.
- The Universe Around Us. 1929 – deutsch: Sterne, Welten und Atome (1931).
- The Mysterious Universe. 1930 – deutsch: Der Weltenraum und seine Rätsel (1931).
- The Stars in Their Courses. 1931 – deutsch: Die Wunderwelt der Sterne (1934).
- Through Space and Time. 1934 – deutsch: Durch Raum und Zeit (1936).
- The New Background of Science. 1933 – deutsch: Die neuen Grundlagen der Naturerkenntnis (1934).
- Science and Music. 1937 – deutsch: Die Musik und ihre physikalischen Grundlagen (1938).
- Physics and Philosophy. 1942 – deutsch: Physik und Philosophie (1944).
- The Growth of Physical Science. 1947 – deutsch: Der Werdegang der exakten Wissenschaften (1948).